# Storena braccata
Storena braccata är en spindelart som först beskrevs av Ludwig Carl Christian Koch 1865.  Storena braccata ingår i släktet Storena och familjen Zodariidae.
Artens utbredningsområde är New South Wales. Inga underarter finns listade i Catalogue of Life.